# Fietssnelweg F1
De fietssnelweg F1 (ook bekend als fietsostrade F1) is een fietssnelweg, die de twee grootste steden van België, Antwerpen en Brussel, met elkaar verbindt. De totale afstand bedraagt ongeveer 50 km.
De fietssnelweg vertrekt vanaf het Station Antwerpen-Centraal, en loopt via Mechelen en Vilvoorde tot naar het Station Brussel-Noord, volgend grotendeels de spoorlijn 25/27.
De route zal volgens plan in 2022 gereedkomen en bestaat tot die tijd uit een mix van fietssnelweg en tijdelijke alternatieven.

## Geschiedenis

### De fietsostrade Antwerpen-Mechelen
In 2011 kondigde Vlaams minister van Mobiliteit Hilde Crevits een nieuwe fietsostrade van Antwerpen naar Mechelen aan. Langs de spoorlijn van Kontich tot Duffel werd twee kilometer fietspad aangelegd met rode betonverharding en kwam er een fietstunnel onder de Klokkestraat in Duffel. De Vlaamse regering maakte daar 359.807 euro voor vrij.
In 2012 maakte Crevits 1,5 miljoen euro vrij voor verdere aanleg van de fietsostrade in Mechelen (van de Caputsteenstraat tot aan het station Nekkerspoel). Het gedeelte van Berchem naar Kontich was voltooid.
In juni 2015 werd de fietsostrade van Antwerpen-Mechelen ingehuldigd. De provincies Antwerpen en Vlaams-Brabant werkten samen om het traject verder naar Vilvoorde aan te leggen.

### De fietssnelweg F1
In 2016 werd op initiatief van de Vlaamse provincies een netwerk voor fietssnelwegen uitgewerkt. Het traject, dat verder verder was doorgetrokken naar Brussel kreeg de naam F1 Antwerpen - Mechelen - Brussel. De F1 kreeg meteen ook een logo en nieuwe bewegwijzering. De naam 'fietssnelweg' kreeg de voorkeur boven het Belgisch-Nederlandse 'fietsostrade'.

## Traject

### Antwerpen-Mechelen
Het traject Antwerpen-Mechelen is 22,8 km lang, In Antwerpen verbindt de F1 het station Antwerpen-Centraal met station Antwerpen-Berchem.
De fietsbrug aan het station Antwerpen-Berchem werd op 2 mei 2018 in gebruik genomen.
Buiten de ring vervolgt de F1 langs spoorlijn 25 voorbij Mortsel, Kontich en Duffel.

### Mechelen-Brussel
Van Mechelen tot Vilvoorde is de route 11,1 km lang, en loopt parallel aan de N1.

#### Mechelen
In Mechelen loopt de fietssnelweg langs de stations Nekkerspoel en Mechelen. In het kader van het grote stationsvernieuwingsproject Mechelen in Beweging wordt de fietssnelweg aangelegd samen met de B101 Tangent, langs de spoorweg. Dit fietsonderdeel van het project kostte 16 miljoen euro (op een totaalkost van 254,7 miljoen euro). In december 2021 opende dit 2,5 km lange fietspad langs de Tangent tussen N1 (Brusselsesteenweg) en N15 (Douaneplein), waaronder fietstunnels (onder de Tangent en de N15) en de fietsbrug Arsenaalpuzzel.

##### Arsenaalpuzzel
De Arsenaalpuzzel is de fietsbrug die sinds eind 2021 fietssnelweg F1 over de N26 (Leuvensesteenweg) leidt, en de fietsopritten over de Tangent leidt. De fietsbrug kreeg de naam als verwijzing naar zowel het Arsenaal (de nabijgelegen werkplaatsen van de NMBS en de gelijknamige stadswijk) als de nabijgelegen basisschool de Puzzel, en lijkt met haar vier armen in bovenaanzicht op een puzzelstukje.

#### Mechelen-Zemst
Anno 2018 wordt de aanleg van het deel langs de spoorlijn tussen Mechelen en de grens met Zemst (provinciegrens) voorbereid; er wordt gekeken hoe de kruising met de Geerdegemstraat er zal uitzien.

#### Zemst-Vilvoorde (langs de Zenne)
In de gemeenten Zemst en Vilvoorde loopt de F1 langs de Zenne op een jaagpad waarop een snelheidsbeperking van 30 km per uur geldt. Aan Eppegem en Zemst volgt de F1 over twee fietsersbruggen aan de linkeroever en de rechteroever van de Zenne. Reeds in 2018 en 2019 respectievelijk werden de fiets- en voetgangersbruggen over de Zenne opengesteld. Op 20 februari 2019 werd het gedeelte tussen Zemst en Eppegem officieel geopend.
In 2023 rezen vragen over de veiligheid van dit fietspad nadat een fietsster  via de steile oever in de Zenne belandde, en omkwam. Twee maanden later konden voorbijgangers met een menselijke ketting een andere fietsster redden die overdag via de steile oever in de Zenne beland was, en overwoog de burgemeester het afsluiten van dit fietspad zolang het niet veilig is.
In Vilvoorde zal de fietssnelweg over de oude industrieterreinen van Forges de Clabecq komen, zodat fietsers vrij van verkeer de oever van het Zeekanaal Brussel-Schelde kunnen bereiken. De stad Vilvoorde, in samenwerking met partners, werkte hiervoor een visie uit over de toekomst van de site. In deze visie zal een groene buffer gevormd worden op de oude site en de rivier de Zenne verlegd worden. Centraal daarin zijn de fietssnelwegen die ingebed zullen worden om zo voor een vlottere verbinding te zorgen naar het stadscentrum.

### Brussel
In Brussel vervolgt de route langs het Zeekanaal tot aan het Sainctelettesplein, waar ze aansluit op de F20 naar Halle.

Traject in Brussel

## Aansluitingen
De F1 sluit aan op de volgende fietssnelwegen: F16 (Lier - Lint), F17 (Lier - Boom), F18 (Sint-Niklaas - Mechelen), F20 (Halle - Brussel), F214 (Luchthavenroute), F23 (Brussel - Vilvoorde - Boom), F28 (Brussel - Londerzeel - Boom), F3 (Leuven - Brussel), F44 (Gent - Mechelen), F8 (Leuven - Mechelen), FR0 (Ringroute Brussel) en FR10 (Ringroute Antwerpen).